# Passa
Passa (în catalană Paça) este o comună în departamentul Pyrénées-Orientales din sudul Franței. În 2009 avea o populație de 702 de locuitori.

## Evoluția populației
| An        | 1975 | 1982 | 1990 | 1999 | 2006 | 2009 |
| --------- | ---- | ---- | ---- | ---- | ---- | ---- |
| Populație | 406  | 435  | 487  | 569  | 671  | 702  |